# City National Plaza
City National Plaza es un complejo de dos torres gemelas, situado en downtown Los Ángeles, California, Estados Unidos, que comprende City National Tower y Paul Hastings Tower. Los rascacielos de 213 metros de altura y 52 plantas se sitúan en la ubicación de la antigua Richfield Tower, de estilo art déco, que fue diseñada por Morgan, Walls & Clements en la década de 1920, y donde se sitúa ahora la Paul Hastings Tower, que se convirtió en la sede mundial de Atlantic Richfield Company (ARCO).
Tras su finalización en 1972, las torres de City National Plaza fueron las más altas de la ciudad durante un año, antes de ser sobrepasadas por Aon Center, y fueron las torres gemelas más altas del mundo hasta la construcción del World Trade Center en Nueva York.
En diciembre de 2015 entre los pisos 51 y 52 a la torre paul hastings se le removió la fachada y a principios de 2016 se le instaló una nueva fachada de vidrio starphire, esta nueva fachada se instaló con el propósito de añadir más espacio utilizable a la torre, esta actualización costo cerca de 100 millones de dólares, los pisos envueltos en vidrio ofrecerán una vista menos obstruida al inquilino del centro de los ángeles , el proyector finalizaría a inicios de 2017 o a finales de 2016.
Las torres están construidas de una estructura de acero cubierta con paneles pulidos de granito verde bosque y paneles de cristal de color bronce.

## Ocupantes
- Jewel Box

- Gensler

- Paul Hastings Tower

- Paul, Hastings, Janofsky & Walker
- Crowell & Moring
- Oversee.net
- Regus
- Thomas Properties Group

- City National Bank Tower

- City National Bank
- AECOM
- Foley & Lardner
- Fulbright & Jaworski
- Jones Day
- Kroll
- Turner Construction

## En la cultura popular
- En 1971, la película El Último Hombre fue filmada durante la fase de construcción de los rascacielos.
- En la película de 1976, Marathon Man, aparece la zona de la plaza y la fuente.
- En la película de 1983 Blue Thunder, La torre "Paul Hastings" fue golpeada por un Misil aire-aire Sidewinder.
- El año 2015, en la película de La falla de San Andrés, las torres gemelas fueron mostrados balanceándose violentamente durante el terremoto y posteriormente, la torre Paul Hastings se derrumba.
- En 2008, en la película Hancock, la plaza es objeto de un atraco durante la película

## Más información
- Cameron, Robert (1990). Above Los Angeles (en inglés). San Francisco: Cameron & Company. ISBN 0-918684-48-X.

| Predecesor: 611 Place | Edificio más alto de Los Ángeles 1972–1974 | Sucesor: Figueroa at Wilshire |

- Datos: Q943507
- Multimedia: City National Plaza / Q943507